# Nu Shan
Nu Shan (chinesisch 怒山, Pinyin Nù Shān), auch Nushan oder Nushan-Gebirge usw., ist ein Gebirgszug im Westen der südwestchinesischen Provinz Yunnan und im Osten des Autonomen Gebiets Tibet. 
Es ist ein Teil des Hengduan-Gebirgszuges. Das Nushan-Gebirge verläuft von Süd nach Nord und bildet die Wasserscheide zwischen den Flüssen Nu Jiang (Saluen) und Lancang Jiang (Mekong). 